# Gigny (Yonne)
Gigny – miejscowość i gmina we Francji, w regionie Burgundia-Franche-Comté, w departamencie Yonne.
Według danych na rok 1990 gminę zamieszkiwały 102 osoby, a gęstość zaludnienia wynosiła 9 osób/km² (wśród 2044 gmin Burgundii Gigny plasuje się na 808. miejscu pod względem liczby ludności, natomiast pod względem powierzchni na miejscu 838.).